# Korede Osundina
Oluwakorede David Osundina, meglio noto come Korede Osundina (Naperville, 13 febbraio 2004), è un calciatore statunitense, attaccante del Casa Pia.

## Carriera

### Club
Ha iniziato a giocare a calcio con il Crossfire Premier per poi giocare nell'Academy statunitense del Barcellona dal 2020 al 2022. Il 10 gennaio del 2022 ha firmato con l'Orange County ed il 13 marzo ha debuttato in USL Championship nell'incontro perso 2-1 contro il Colorado Springs Switchbacks. Ha segnato il suo primo gol la stagione successiva, il 7 maggio 2023 contro il San Diego Loyal.
Il 30 agosto 2023 è stato acquistato dal Feyenoord, che lo ha girato contestualmente in prestito al Dordrecht. Terminato il campionato il prestito è stato rinnovato anche per la stagione 2024-2025.
Il 1º febbraio 2025 ha lasciato anticipatamente i biancoverdi ed è stato acquistato ceduto a titolo definitivo al Casa Pia.

### Nazionale
Ha giocato nella nazionale giovanile statunitense Under-19.

## Statistiche

### Presenze e reti nei club
Statistiche aggiornate al 5 marzo 2025.
| Stagione             | Squadra              | Campionato           | Campionato | Campionato | Coppe nazionali | Coppe nazionali | Coppe nazionali | Coppe continentali | Coppe continentali | Coppe continentali | Altre coppe | Altre coppe | Altre coppe | Totale | Totale | Totale |
| Stagione             | Squadra              | Comp                 | Pres       | Reti       | Comp            | Pres            | Reti            | Comp               | Pres               | Reti               | Comp        | Pres        | Reti        | Pres   | Reti   |        |
| -------------------- | -------------------- | -------------------- | ---------- | ---------- | --------------- | --------------- | --------------- | ------------------ | ------------------ | ------------------ | ----------- | ----------- | ----------- | ------ | ------ | ------ |
| 2022                 | Orange County        | USL                  | 19         | 0          | USCup           | 2               | 0               | -                  | -                  | -                  | -           | -           | -           | 21     | 0      |        |
| 2023                 | Orange County        | USL                  | 18         | 4          | USCup           | 2               | 0               | -                  | -                  | -                  | -           | -           | -           | 20     | 4      |        |
| Totale Orange County | Totale Orange County | Totale Orange County | 37         | 4          |                 | 4               | 0               |                    | -                  | -                  |             | -           | -           | 41     | 4      |        |
| 2023-2024            | Dordrecht            | 1D                   | 27+2       | 4+0        | CO              | 2               | 0               | -                  | -                  | -                  | -           | -           | -           | 31     | 4      |        |
| 2024-gen. 2025       | Dordrecht            | 1D                   | 22         | 6          | CO              | 1               | 0               | -                  | -                  | -                  | -           | -           | -           | 23     | 6      |        |
| Totale Dordrecht     | Totale Dordrecht     | Totale Dordrecht     | 51         | 10         |                 | 3               | 0               |                    | -                  | -                  |             | -           | -           | 54     | 10     |        |
| gen.-giu. 2025       | Casa Pia             | PL                   | 4          | 0          | CP+CdL          | 1+0             | 0               | -                  | -                  | -                  | -           | -           | -           | 4      | 0      |        |
| Totale carriera      | Totale carriera      | Totale carriera      | 82         | 14         |                 | 7               | 0               |                    | -                  | -                  |             | -           | -           | 89     | 14     |        |